# Lehr- und Ausbildungsgruppe für das Fernspähwesen der Bundeswehr
Die Lehr- und Ausbildungsgruppe für das Fernspähwesen der Bundeswehr (LAFBw) war eine Legende für die paramilitärische Spezialeinheit 404/III des Bundesnachrichtendienstes (BND) und existierte formal von 1964 bis 1979. Sie war im Kontext des Kalten Kriegs offenbar ausschließlich für den Einsatz als Stay-behind-Organisation vorgesehen. Vorbild war die britische Special Operations Executive.

## Geschichte
Die Einheit wurde am 23. Dezember 1964 aufgestellt und als Fernspäh-Gruppe der Bundeswehr legendiert. Im Verteidigungsfall bestand ihre Aufgabe in der Organisation von Widerstandsgruppen hinter den feindlichen Linien zur Partisanen- bzw. Guerillakriegführung, die Schleusung von Agenten und Material auf dem Land-, Luft- und Seeweg, Observationen, Schulungen, die Ausbildung von BND-Mitgliedern zur Führung von Kommandotrupps und Spezialeinheiten. Bundeswehrintern erhielt die Gruppe offenbar die Bezeichnung Clandestine Action Group. Die Ausbildung fand bis 1968 in einer Bundeswehreinrichtung in Heufeld bei Bad Aibling statt, anschließend in München. Im Verteidigungsfall unterlagen die Angehörigen der Gruppe aufgrund des Modus Operandi nicht der Haager Landkriegsordnung. Die Mitglieder von 404/III rekrutierten sich, soweit bekannt, aus Angehörigen der drei Teilstreitkräfte der Bundeswehr Heer, Luftwaffe und Marine.
Die Ausbildung erfolgte in Zusammenarbeit mit Einheiten der Bundeswehr wie den Fallschirmjägern und der 10th Special Forces Group der United States Army in Bad Tölz; letztere hatte schon vorher die Zusammenarbeit mit westdeutschen Stay-behind-Gruppen geübt. Zum Ausbildungsprogramm gehörte offenbar auch die Absolvierung von Einzelkämpferlehrgängen zusammen mit Angehörigen der Bundeswehr, des Bundesgrenzschutzes und der amerikanischen Special Forces, sowie eine Pionierausbildung für Sprengmittel und eine nachrichtendienstliche Schulung in einer BND-Schule in München. Bei den Übungen griffen die Mitglieder der Gruppe auch auf Depots der bereits um 1950 angelegten Verstecke zurück.
Das Ministerium für Staatssicherheit (MfS) der DDR bemerkte die legendierten Vorbereitungen des BND früh und klärte bis 1980 weit über 50 Einheiten mit deren Funkverbindungen, Waffendepots und Mitgliedern auf.
1959 umfasste die LAFBw etwa 75 hauptamtliche Mitarbeiter und zeitweise bis zu 500 Personen mit nachrichtendienstlichen Verbindungen. Anfangs gab es auch einen Einsatzteil zur Ausbildung von Personen, die im besetzten Gebiet Sabotagehandlungen gegen die Besatzungsmacht durchführen und Widerstandsgruppen führen sollten. Mit der veränderten Sicherheitslage zwischen Ost- und West wurde der Personalbestand seit Anfang der 1970er Jahre schrittweise verringert. Mitte der 1970er Jahre kam es zwischen dem Bundesministerium für Verteidigung (BMVg) und dem BND offenbar zu Differenzen über die gemeinsame Zusammenarbeit, vor allem wegen des fehlenden Kombattantenstatus. Schließlich wurde die formelle Zusammenarbeit eingestellt und die LAFBw offiziell mit Auflösungsbefehl des BMVg vom Oktober 1979 zum 31. Oktober 1979 aufgelöst. Erst 1983 stellte die LAFBw ihre Arbeit größtenteils ein. Anfang 1986 existierten noch 26 hauptamtliche Mitarbeiter und 104 „nachrichtendienstliche Verbindungen“.
Laut dem BND-Historiker Bodo Hechelhammer wurde „in Absprache mit den assoziierten Partnern die deutsche Einheit zum dritten Quartal 1991 aufgelöst und die Kontakte zu den nachrichtendienstlichen Verbindungen eingestellt“. Laut der Bundesregierung wurde die Abwicklung der LAFBw Ende des Jahres 1990 verfügt und die SBO zum 30. September 1991 aufgelöst.